# Wapen van Saksen

Het wapen van Saksen.

Het Wapen van Saksen is het heraldische symbool van de Duitse deelstaat Saksen. Het wapen is gedwarsbalkt van tien stukken, zwart en goud, met daaroverheen een schuinrechts geplaatste groene ruitkrans. Behalve als afzonderlijk symbool wordt het wapen ook gebruikt op de dienstvlag van Saksen. 
Het wapen werd op 18 november 1991 na de heroprichting van Saksen na de val van het communistische regime in Oost-Duitsland opnieuw aangenomen. Het wapen zelf is echter veel ouder: het werd sinds de 13e eeuw gebruikt als wapen van het hertogdom Saksen.

## Andere versies van het wapen
Voor de overheid in Saksen zijn er twee wapens in gebruik. De regering, de minister-president en de rechtbanken maken gebruik van de gebruikelijke versie van het wapen. De Landdag, het parlement van Saksen, gebruikt een barokke versie van het wapen.
Omdat alleen de Saksische overheid het wapen mag voeren werd er in 1993 een apart wapenteken ontworpen voor burgers en bedrijven. Dit is een gestileerde geheel groene versie van het wapen, met daarboven de tekst "Sachsen". Omdat veel mensen dit teken te modern en te eenvoudig vonden ogen, is in 2005 een nieuw wapenteken ontworpen. Dit nieuwere teken bestaat uit het wapen van de deelstaat met daaromheen een groene band met boven het wapen de tekst "Freistaat Sachsen". 

Wapen van de Saksische Landdag.
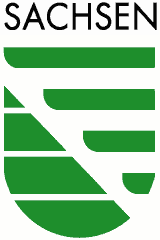
Groene versie van het wapenteken.
Traditionele versie van het wapenteken.

## Geschiedenis van het wapen van Saksen

### Saksen onder het Askanische Huis
Na de opheffing van het stamhertogdom Saksen in 1180 werd Bernard van Brandenburg door de keizer beleend met de hertogelijke waardigheid. Hij was de eerste hertog uit het Askanische Huis, waartoe ook de vorsten van Anhalt behoorden. Uit het door hem gevoerde wapen als graaf van Ballenstedt is het Saksische wapen ontstaan. Sinds 1227 voerden de heersers de titels hertog van Saksen, Engern en Westfalen. Met de twee laatste titels was geen gebied verbonden. Het hertogdom Westfalen  bestond wel, maar was in het bezit van de keurvorsten van Keulen. In 1269 werd het burggraafschap Maagdenburg met het palstgraafschap Saksen verworven, maar ook deze titels hadden weinig inhoud. Het in 1290 verworven graafschap Brehna, grenzend aan het gebied van Wittenberg, vormde wel een territoriale uitbreiding. Het hertogdom werd in 1295 gedeeld in de hertogdommen Saksen-Lauenburg (uitgestorven in 1689) en Saksen-Wittenberg (uitgestorven in 1422). De Gouden Bul van 1365 kende de keurvorstelijke waardigheid tot aan de hertog van Saksen. Beide takken maakten aanspraak op deze belangrijke waardigheid, maar uiteindelijk zou ze in bezit komen van de hertogen van Saksen-Wittenberg.

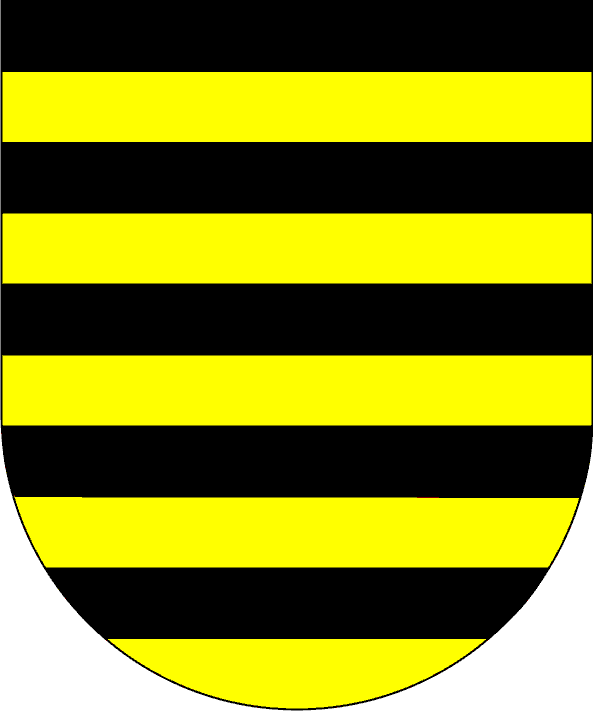
graafschap Ballenstedt
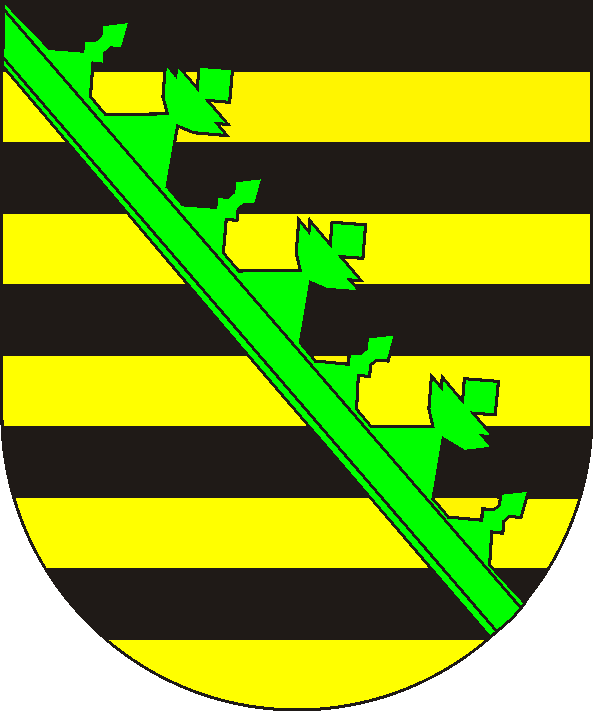
hertogdom Saksen
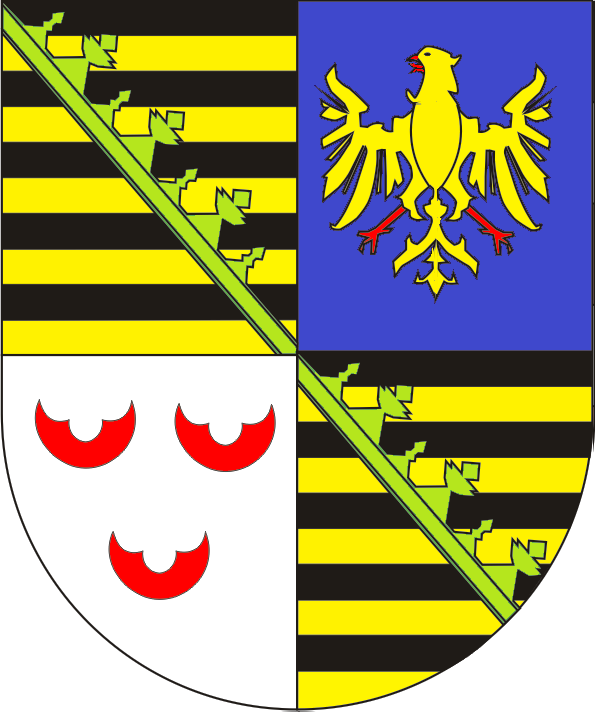
hertogdom Saksen (Askaniërs tot 1679)
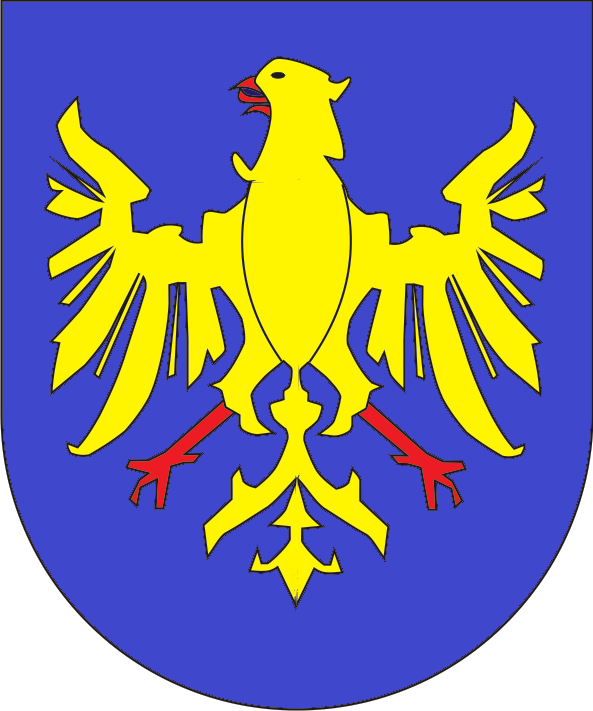
paltsgraafschap Saksen
graafschap Brehna

### Saksen komt onder het Huis Wettin (1422)
Na het uitsterven van de Askaniers van Saksen-Wittenberg in 1422 werden de Wettiner Frederik I beleend met het hertogdom Saksen, het ambt van aartsmaarschalk, de palts Allstedt (palstgraafschap Saksen), het graafschap Brehna en het burggraafschap Maagdenburg. Frederik was al een machtig vorst, want hij bezat het markgraafschap Meissen (komt ongeveer overeen met de huidige deelstaat Saksen) en had het vooruitzicht om zijn neef Frederik IV in het landgraafschap Thüringen op te volgen. De bij deze titels behorende wapens vormden dan ook deel van het wapen van de nieuwe Saksische hertogen en keurvorsten. Het ambt aartsmaarschalk was een van de aartsambten in het Heilige Roomse Rijk. Dit wapen zou tot het einde van het Rijk het belangrijkste schild zijn van de keurvorsten. De hertogen in de Saksische deelstaten en de kinderen van de Saksische vorsten voerden dit wapen nooit.

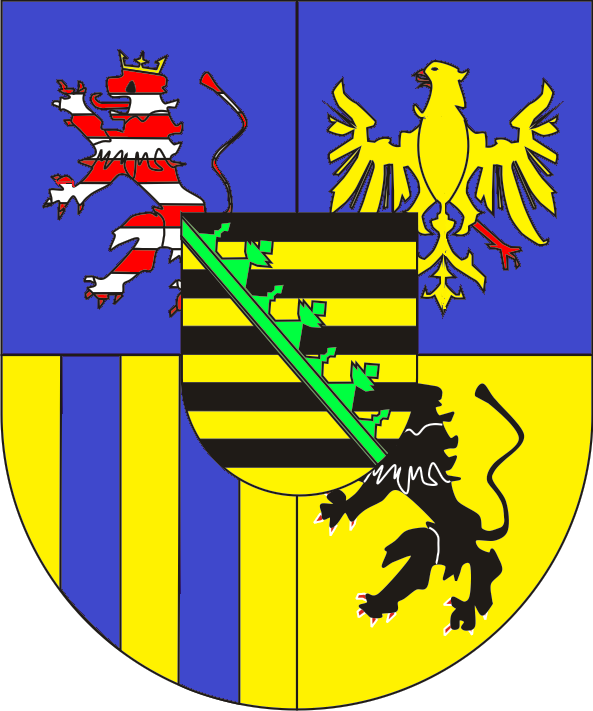
hertogdom Saksen (1423)
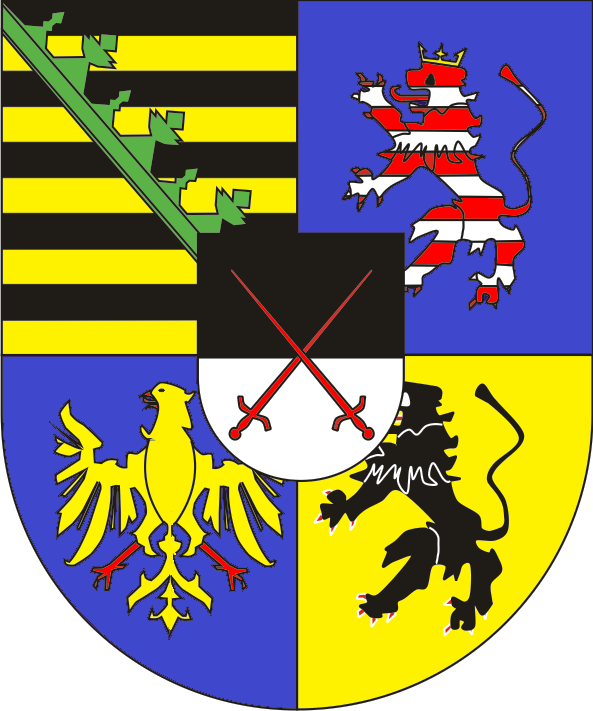
keurvorstendom Saksen (1464)
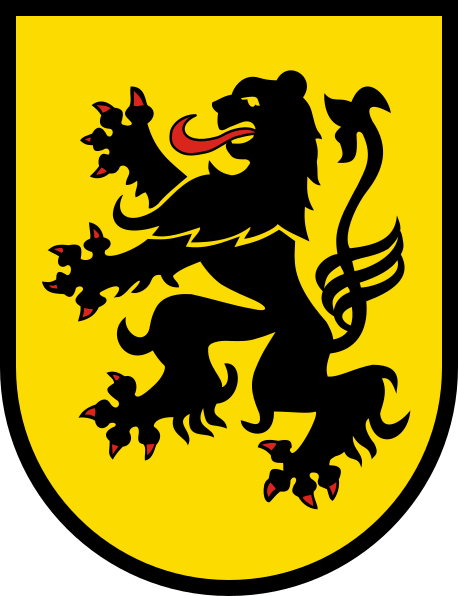
markgraafschap Meissen
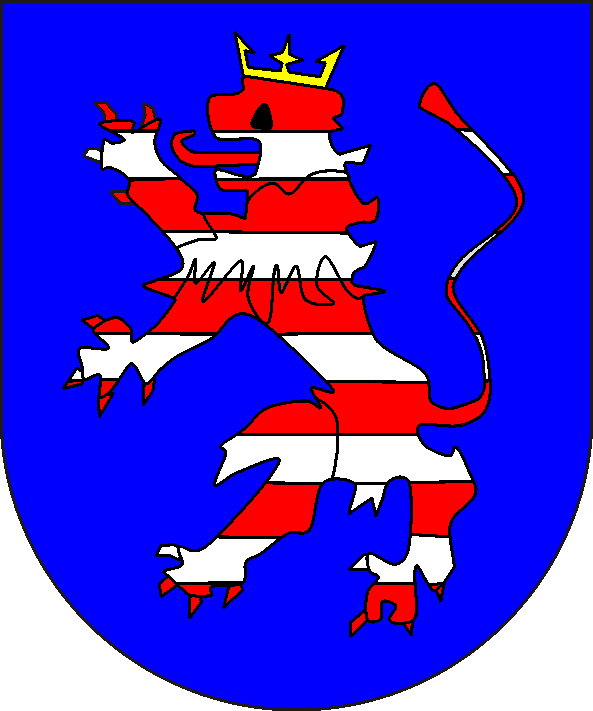
landgraafschap Thüringen
markgraafschap Landsberg
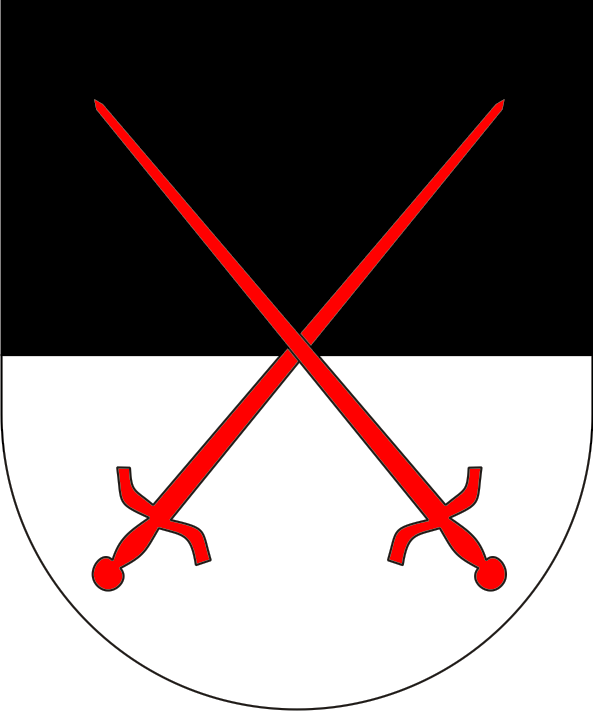
aartsmaarschalk

### De wapens van het keurvorstendom Saksen tot 1547
Het wapen dat de keurvorsten werd nog enige malen uitgebreid, zonder dat direct territoriale betekenis had. Altenburg, Pleissen en Orlamünde waren al in het bezit van de markgraven van Meissen voor ze hertog van Saksen weren geworden en een palstgraafschap Thüringen heeft zelfs nooit bestaan. Het rode veld stond voor de regalien. De wapens van 1535 en 1539 verschillen alleen in volgorde. Het recht om het wapen en de titel van het burggraafschap Maagdenburg te voeren werd in 1579 vastgelegd in een verdrag met het aartsbisdom Maagdenburg.

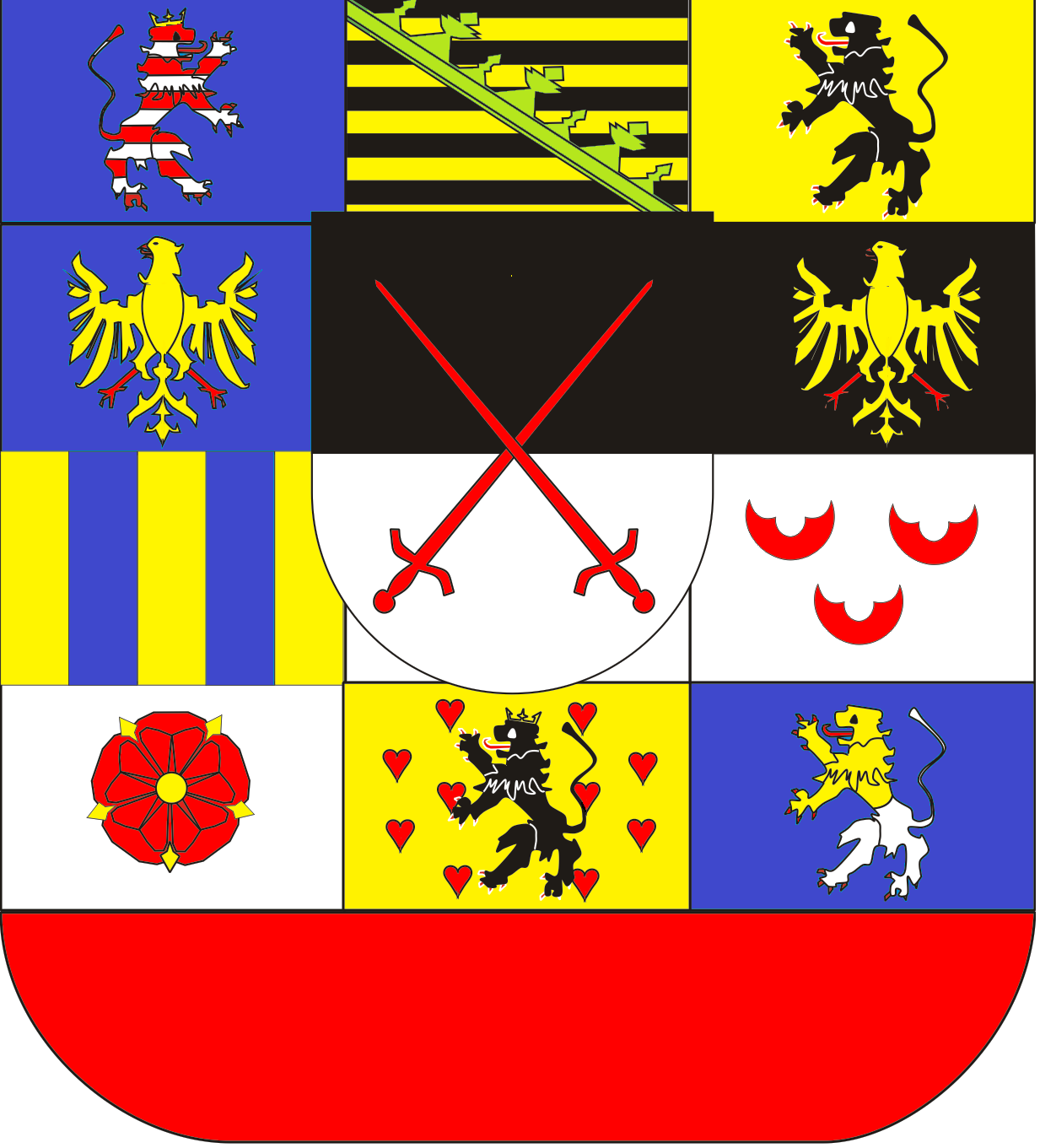
wapen van 1530
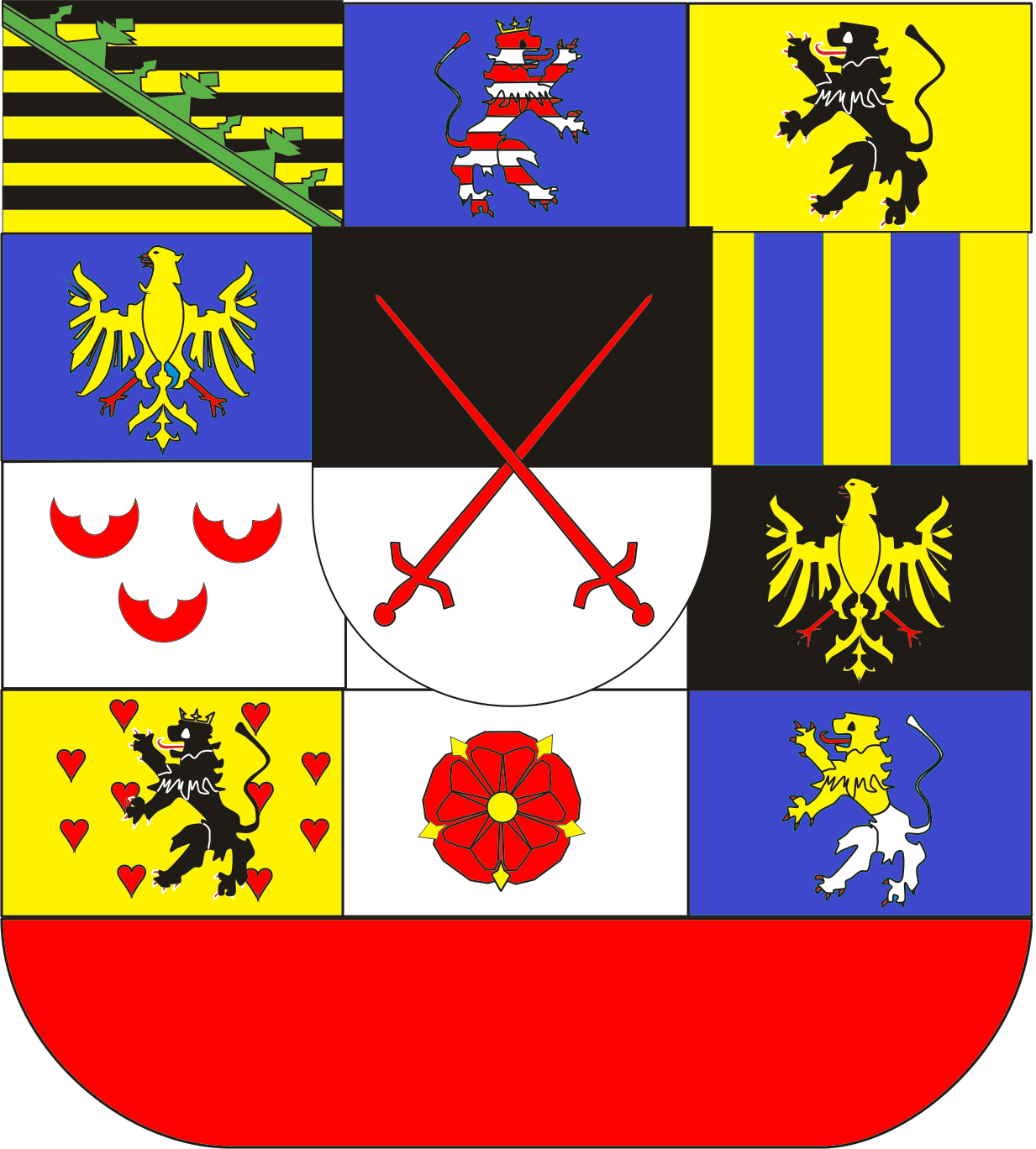
wapen van 1535
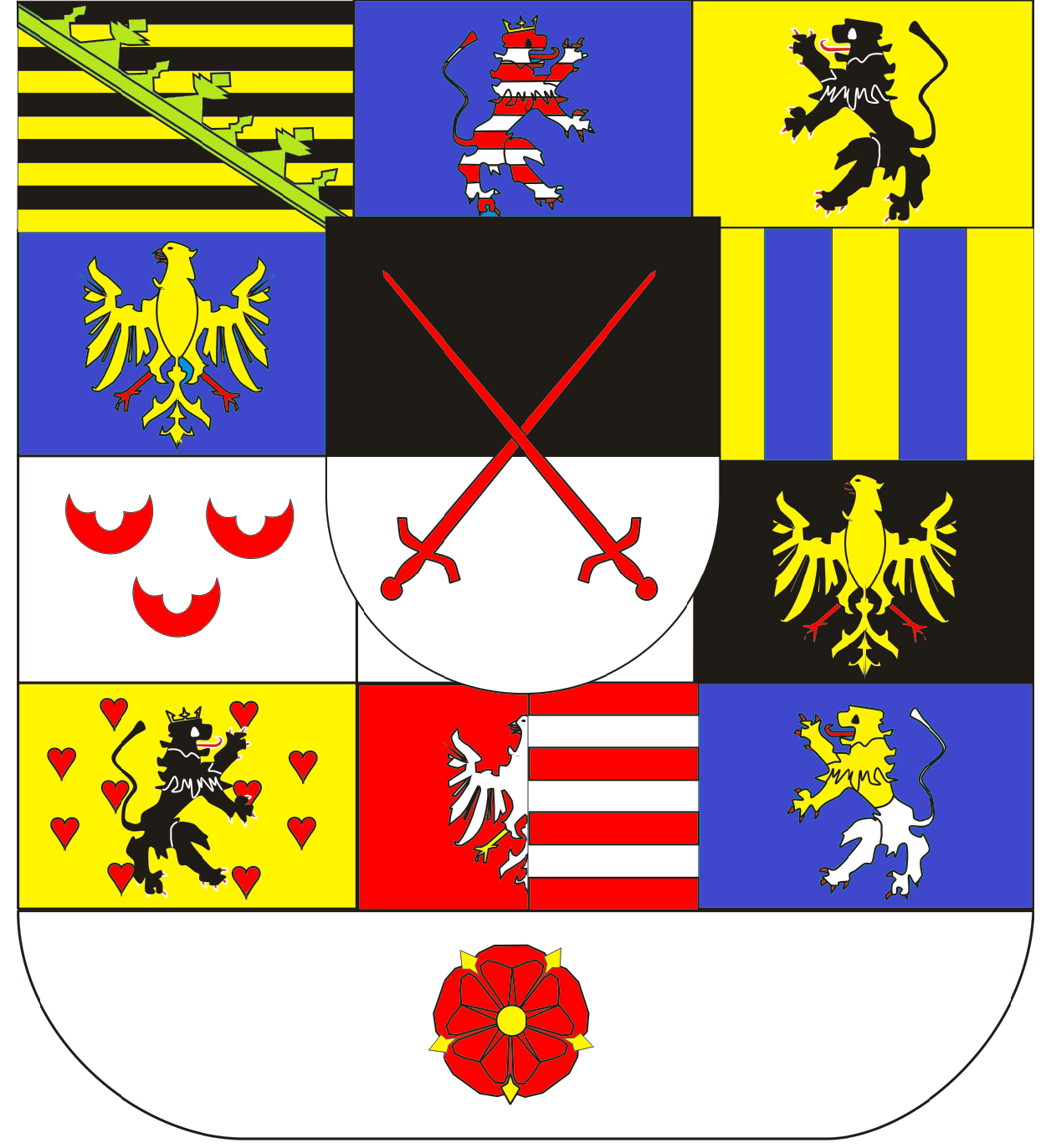
wapen van 1539
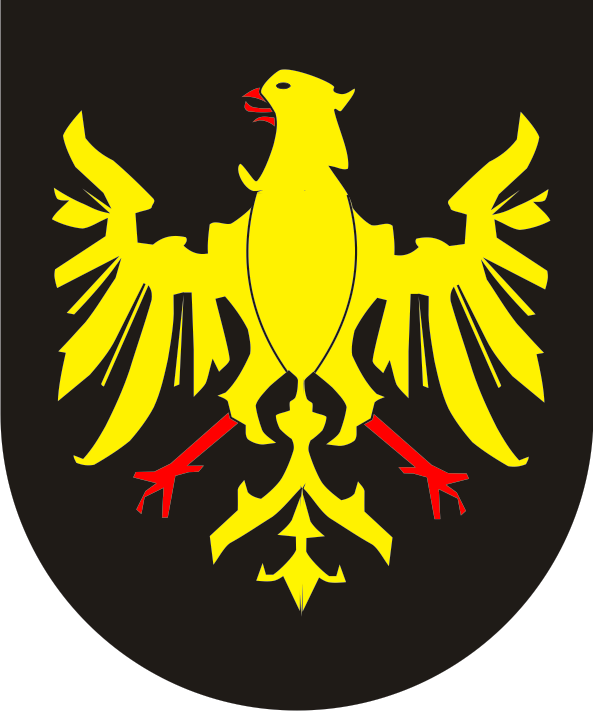
paltsgraafschap Thüringen
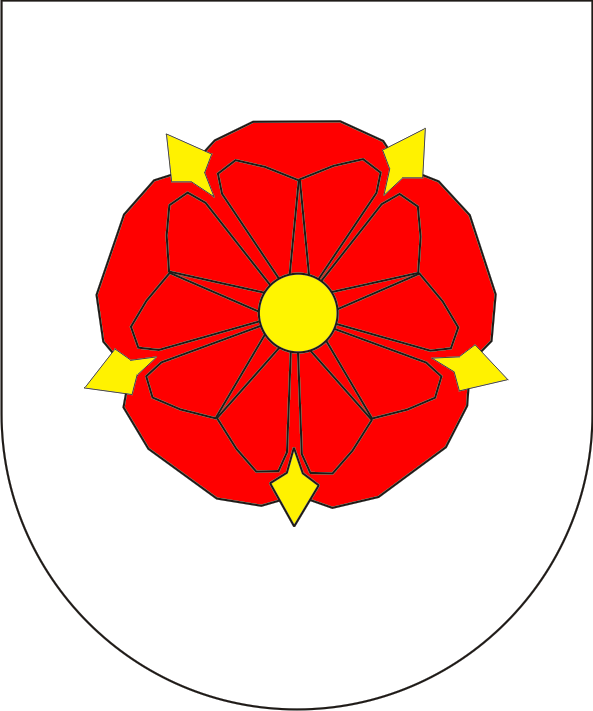
burggraafschap Altenburg
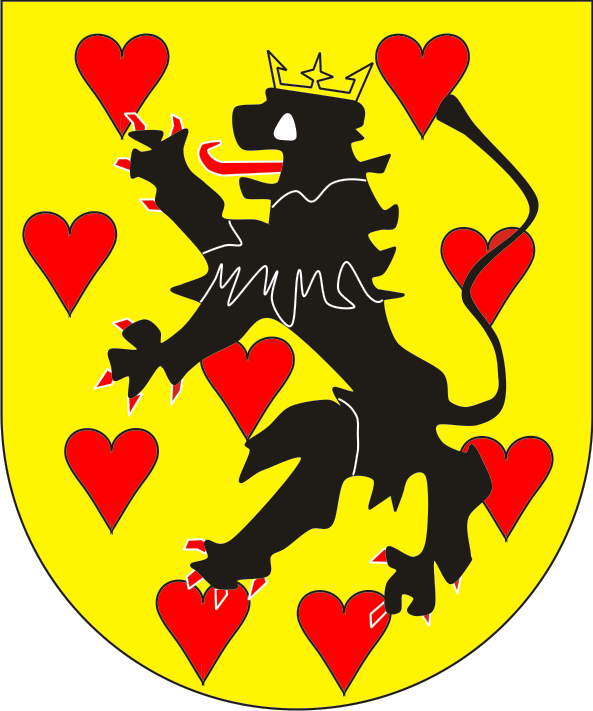
graafschap Orlamünde
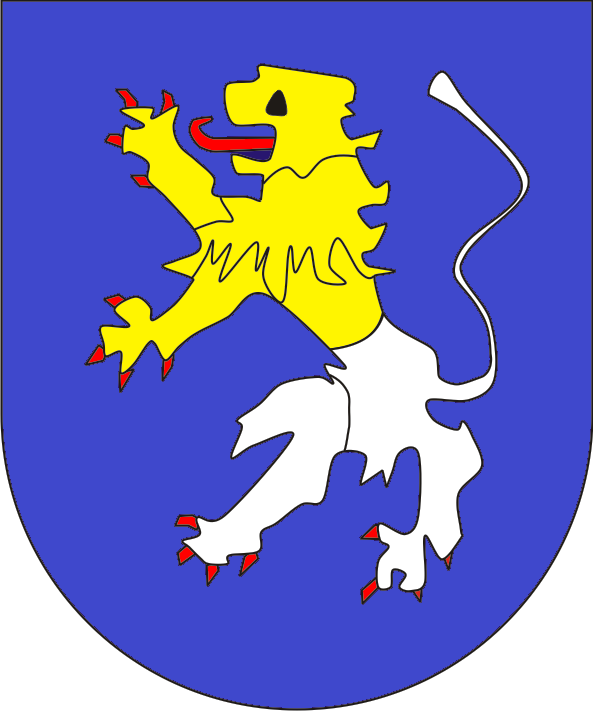
graafschap Pleißen
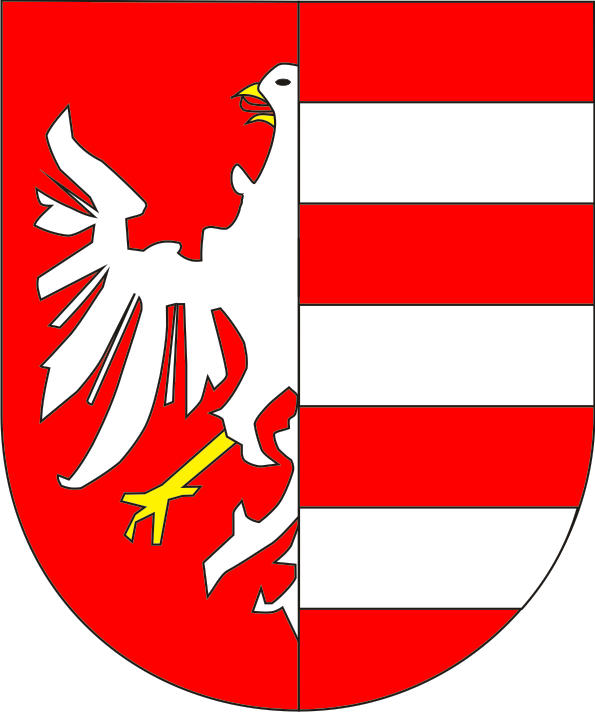
burggraafschap Maagdenburg

### De wapens van het keurvorstendom Saksen na 1547
Na de Slag bij Mühlberg in 1547 verloor de keurvorst zijn landen en titels. Zijn nakomelingen zouden later een deel van de landen terug krijgen, maar het keurvorstendom kwam aan de Albertinische tak van het Huis Wettin, die sinds de deling van 1464 in het markgraafschap Meissen regeerde.
Toen in 1609 de hertogen van Gulik-Kleef-Berg uitstierven, maakte Saksen aanspraak op de erfenis. De gebieden vielen echter toe aan Palts-Neuburg en Brandenburg. Saksen kreeg alleen het recht de titels en de wapens te voeren. De wapens van de drie hertogdommen werden in de tweede rij geplaatst. De wapens van Meissen en Gulik zijn gelijk; dat van Meissen bleef in de eerste rij.
Ook het wapen van Eisenberg is niet verbonden met een gebiedsuitbreiding. Eisenberg was een oud bezit van de keurvorsten. Wel van betekenis is het wapen van Henneberg. Na het uitsterven van de graven in 1583 werd hun gebied verdeeld tussen Hessen-Kassel, het keurvorstendom Saksen en een aantal Saksische hertogen. 

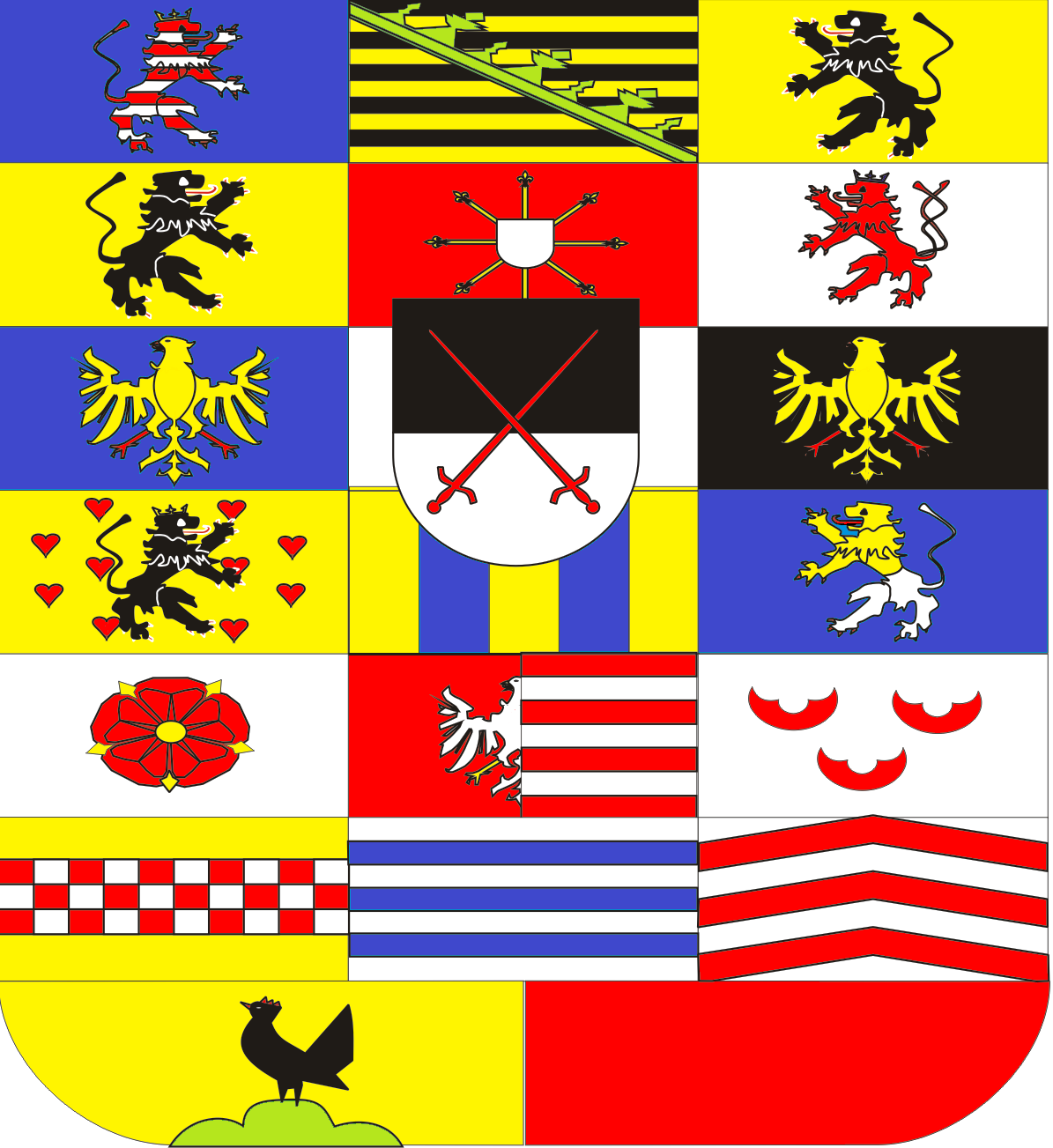
wapen van 1625

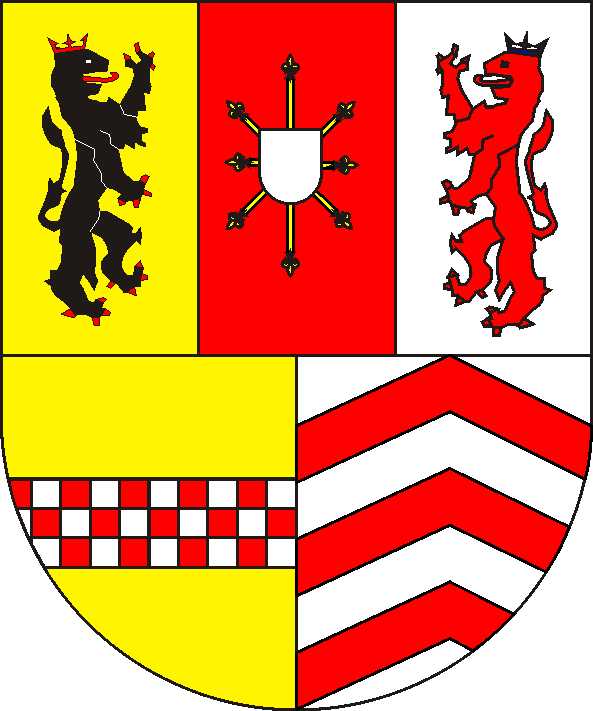
wapen van Kleef-Gulik-Berg
hertogdom Kleef
hertogdom Gulik
hertogdom Berg
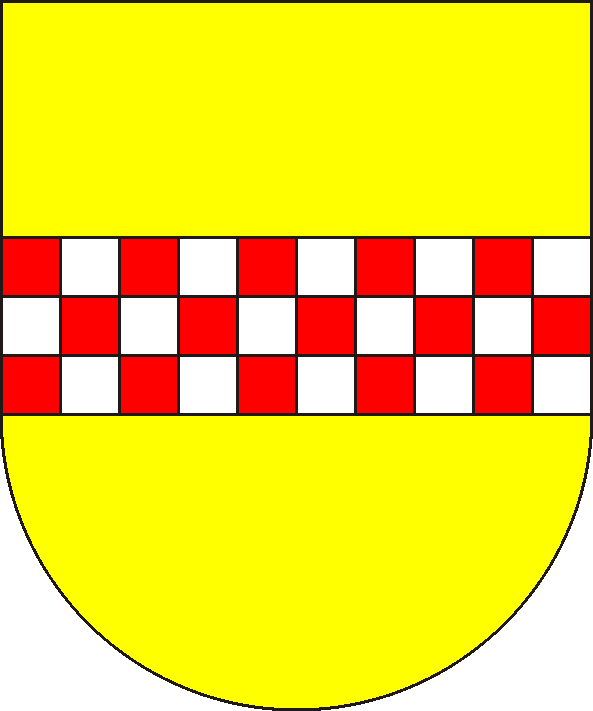
graafschap Mark
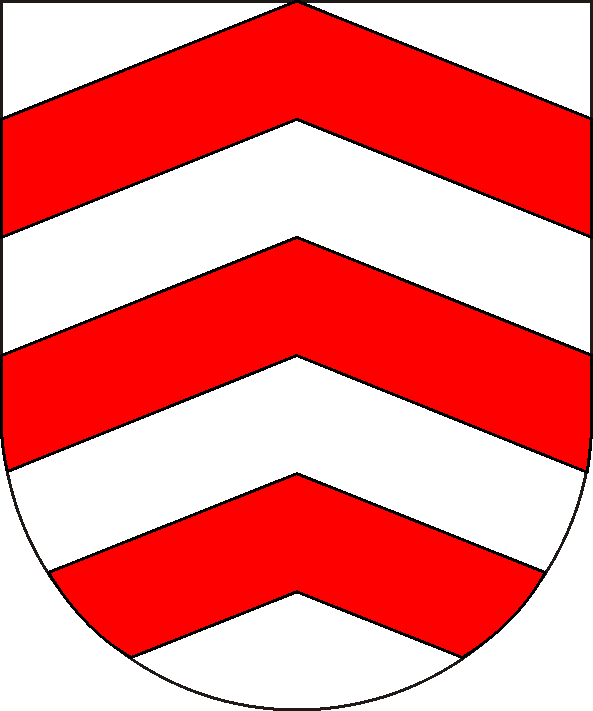
graafschap Ravensberg
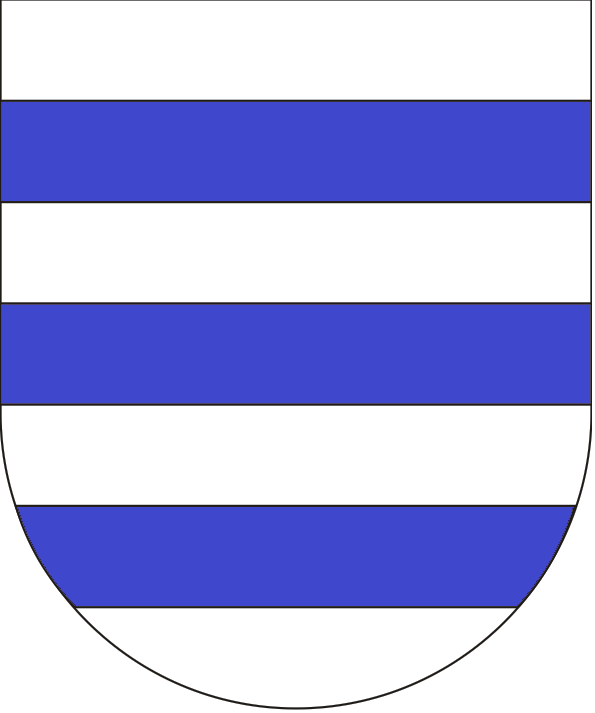
heerlijkheid Eisenberg
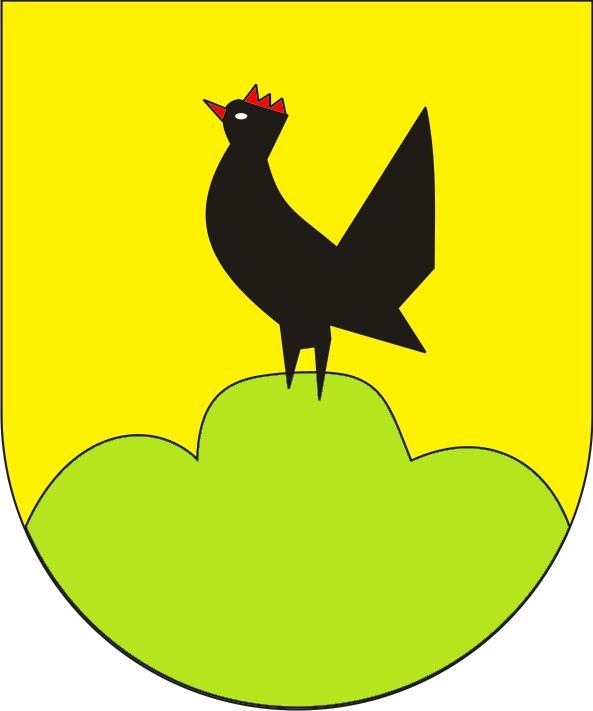
vorstelijk graafschap Henneberg

De volgende vergroting van het wapen was gebaseerd op gebiedsuitbreidingen. Tijdens de Dertigjarige Oorlog droeg Oostenrijk de markgraafschappen Opper-Lausitz en Neder-Lausitz over aan de keurvorst. In de Westfaalse Vrede van 1648 werd deze overdracht definitief geregeld. Na het uitsterven van de graven van Barby in 1659 kwam het grootste deel van dit graafschap aan de Saksische keurstaat.

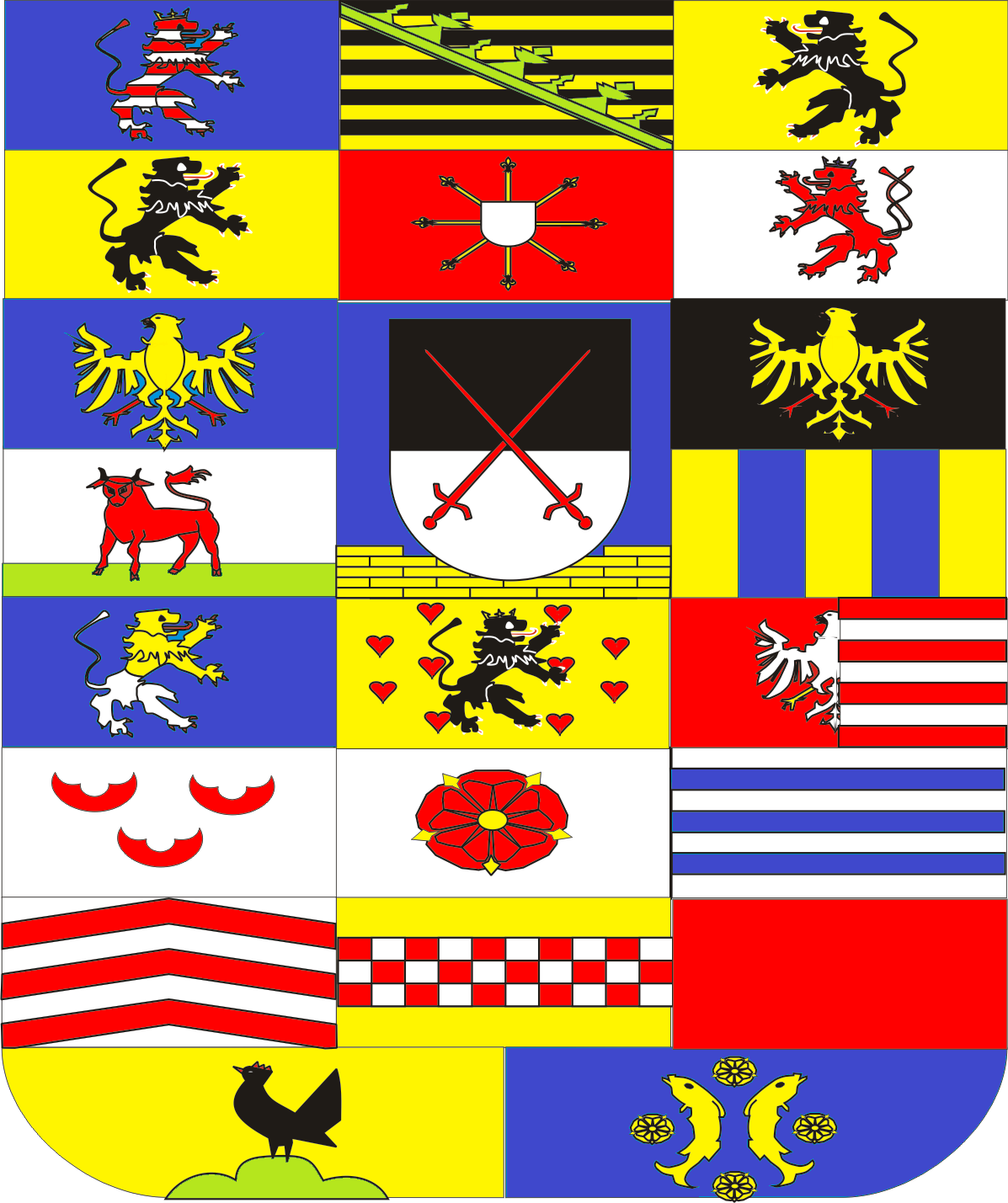
wapen van 1680
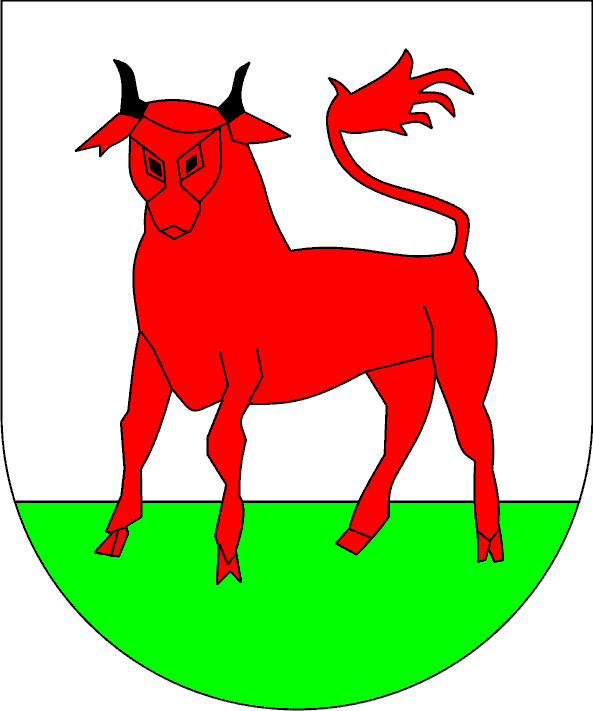
markgraafschap Neder-Lausitz
markgraafschap Opper-Lausitz
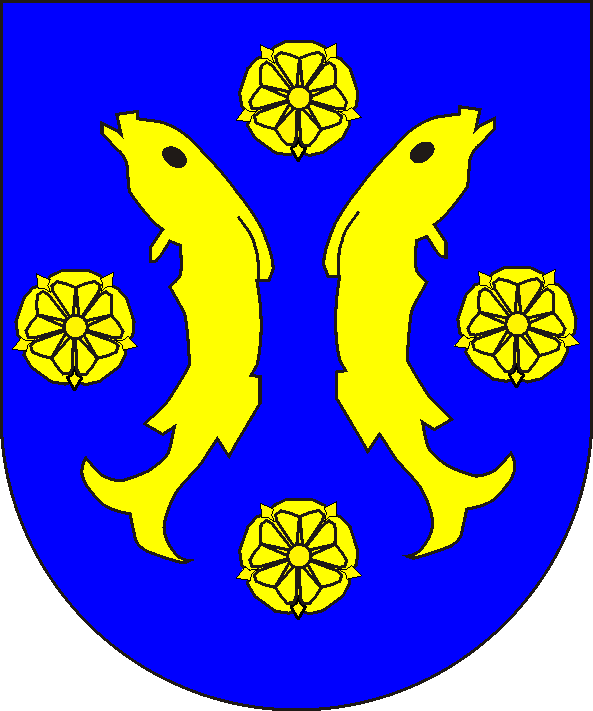
graafschap Barby

In 1689 stierven de hertogen van Saksen-Lauenburg uit. De keurvorsten van Saksen zagen hun aanspraken niet gehonoreerd en het hertogdom kwam aan Brunswijk-Calenberg. De wapens die behoorde bij de hertogelijke titels Westfalen en Engern werden in de derde rij opgenomen. Het wapen van Westfalen is identiek aan dat van het paltsgraafschap Saksen in de vierde rij en het wapen van Engern is identiek aan dat van het graafschap Brehna in de zevende rij.

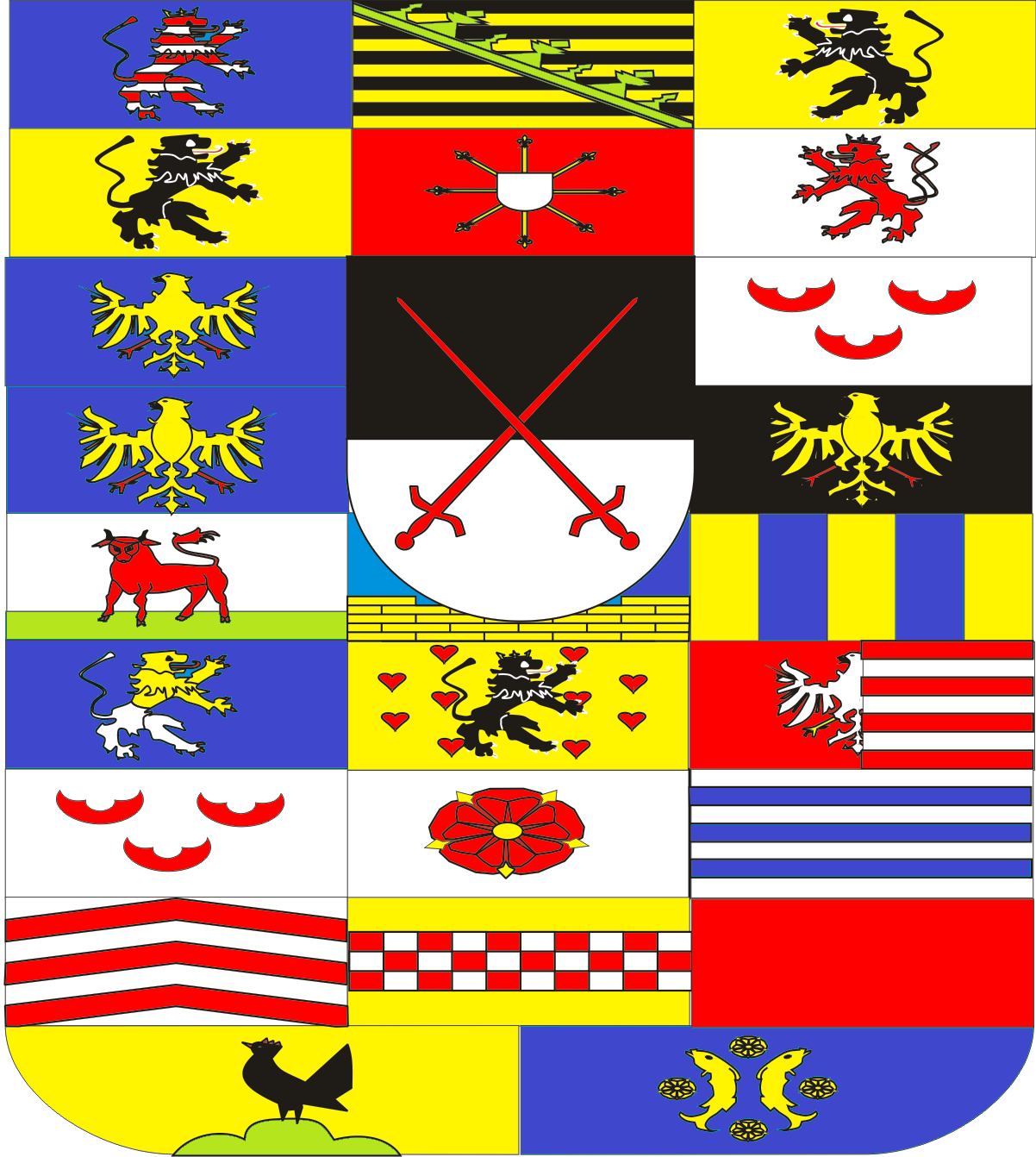
wapen uit publicatie in 1726
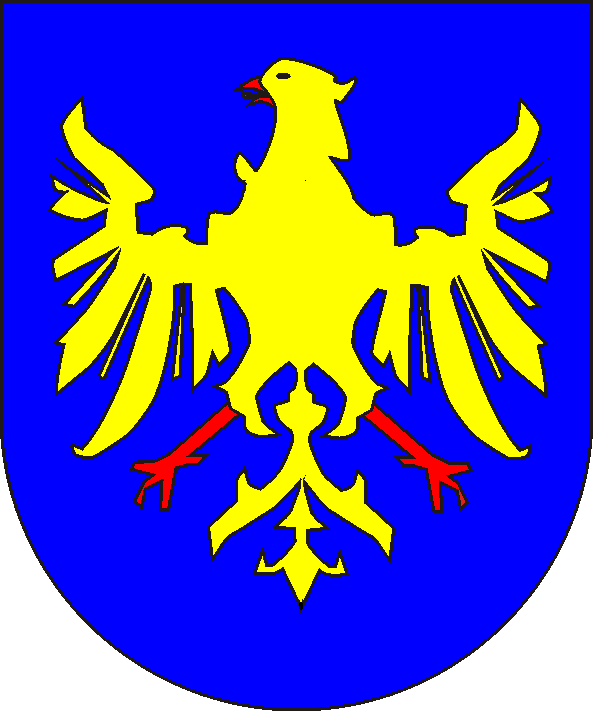
hertogdom Westfalen
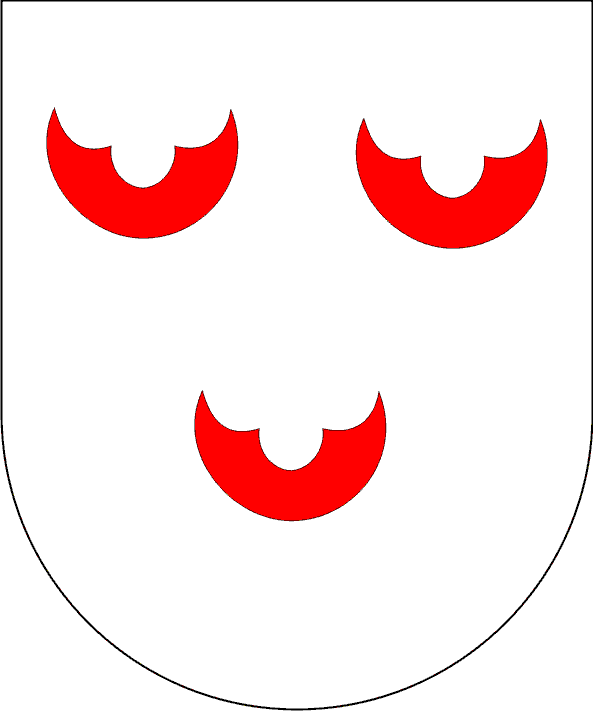
hertogdom Engern

De laatste uitbreiding van het wapen vond plaats na het uitsterven van de graven van Hanau in 1736. Ook dit keer geen gebiedsuitbreiding: de landen Hanau-Münzenberg en Hanau-Lichtenberg vielen aan Hessen-Kassel en Hessen-Darmstadt.

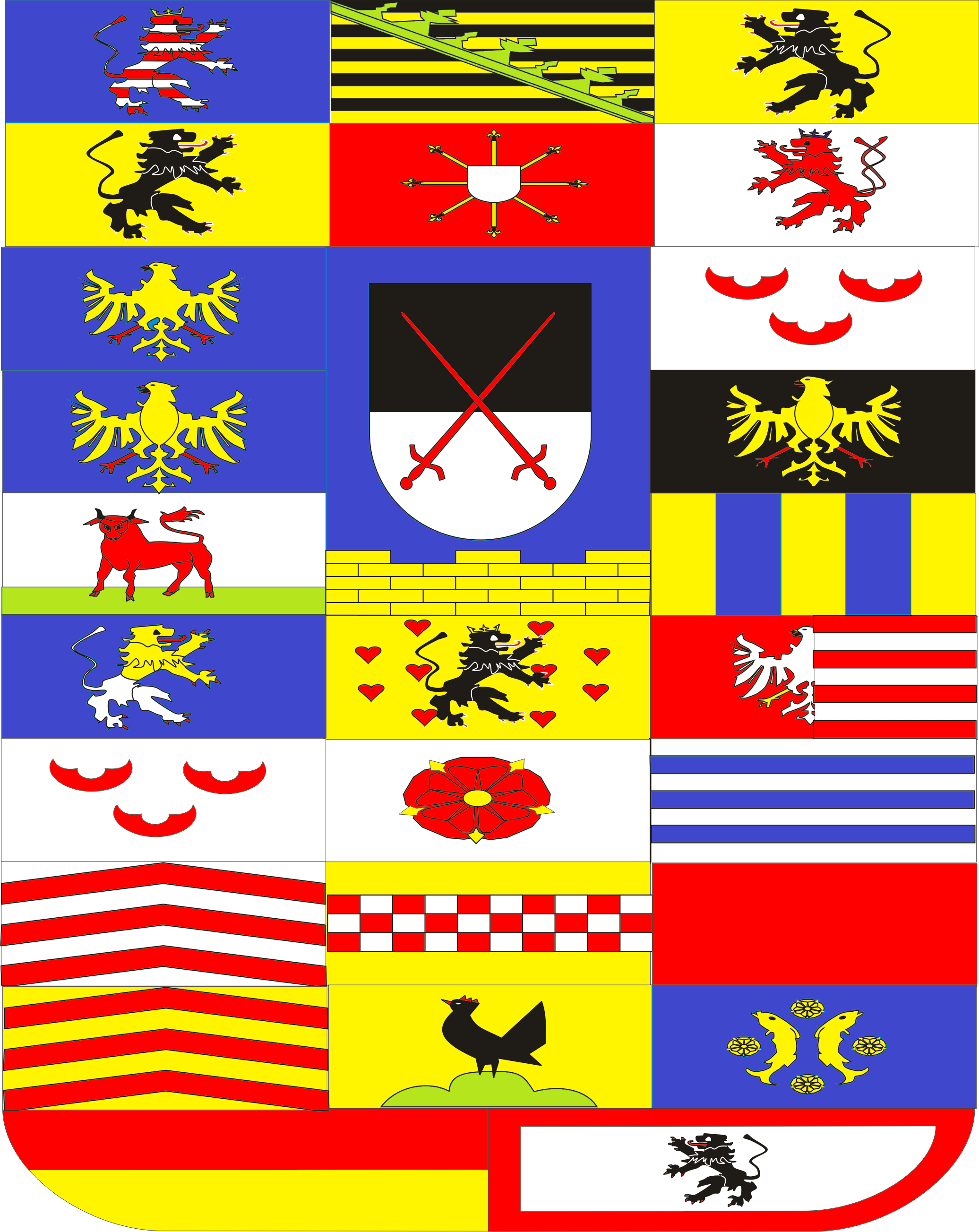
wapen van 1796
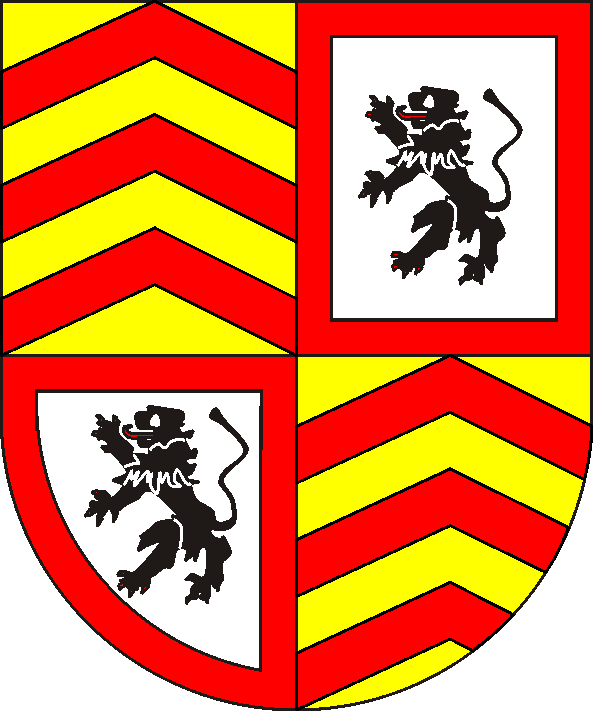
Hanau-Lichtenberg
graafschap Hanau
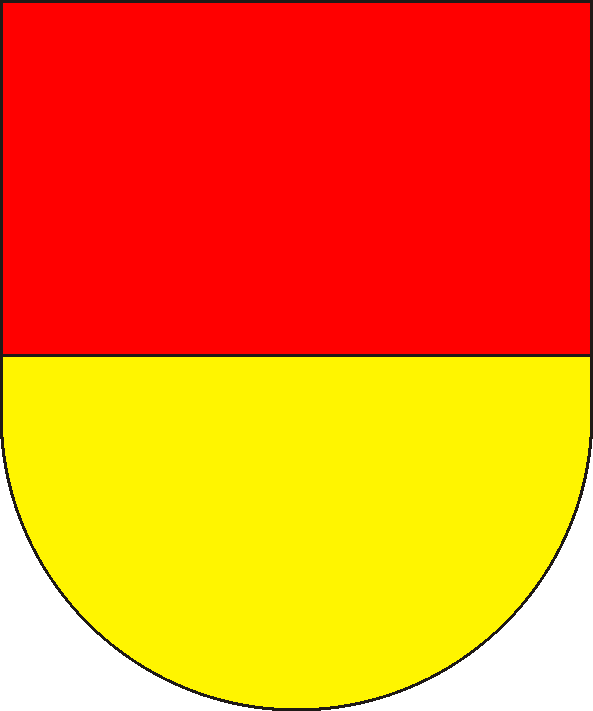
heerlijkheid Münzenberg
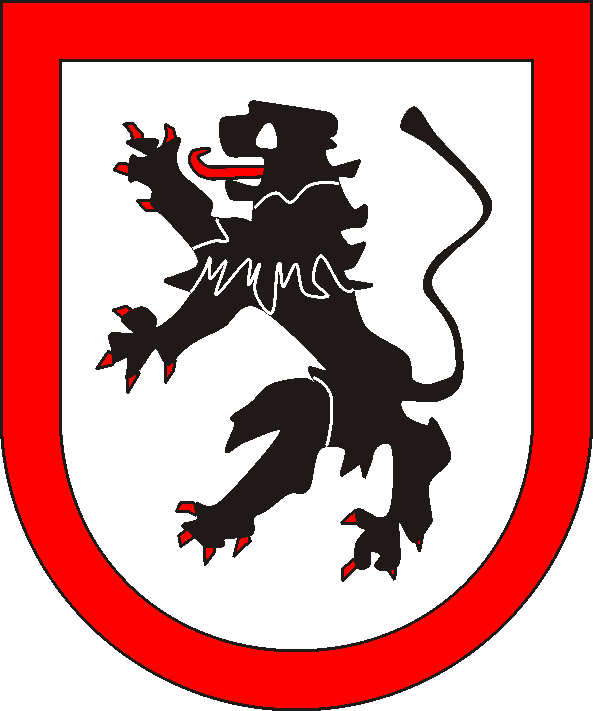
heerlijkheid Lichtenberg

### Saksen en Polen
Van 1697 tot 1733 en van 1734 tot 1763 waren de keurvorsten van Saksen ook niet-erfelijk koning van Polen. De wapens werden in deze periode niet verenigd. Wel werd er in het  wapen van Polen-Litouwen een Saksisch hartschild gevoerd.

### De wapens van het koninkrijk Saksen
In 1806 kwam er een eind aan het Heilige Roomse Rijk, waardoor de keurvorstelijke waardigheid zonder betekenis was geworden. Op 12 december 1806 werd daarom door de keurvorst de koninklijke titel aangenomen, zoals al eerder was gebeurd door de keurvorsten van Beieren en Württemberg. Al deze nieuwe staten gingen vereenvoudigde wapens voeren. Zij deden ook afstand van de aanspraken op de verschillende historische landen. Omdat de Saksische koning een trouw bondgenoot was van Napoleon, verloor hij in 1815 een groot deel van zijn landen, onder andere de Neder-Lausitz. Het meeste gebied kwam aan het koninkrijk Pruisen. Deze koningen gingen ook de Saksische titels en wapens voeren. Het verloren gebied vormde binnen Pruisen de provincie Saksen. deze provincie ging in 1945 op in het Land Saksen-Anhalt.
In het nieuwe grote wapen van het koninkrijk Saksen na 1815 was het aantal velden dan ook sterk verminderd. Alleen de wapens van de gebieden binnen het koninkrijk Saksen en de Saksische hertogdommen werden nog gevoerd. Een geheel nieuw veld was die voor het Vogtland. Het is hetzelfde wapen als de vorsten van Reuss voerden.

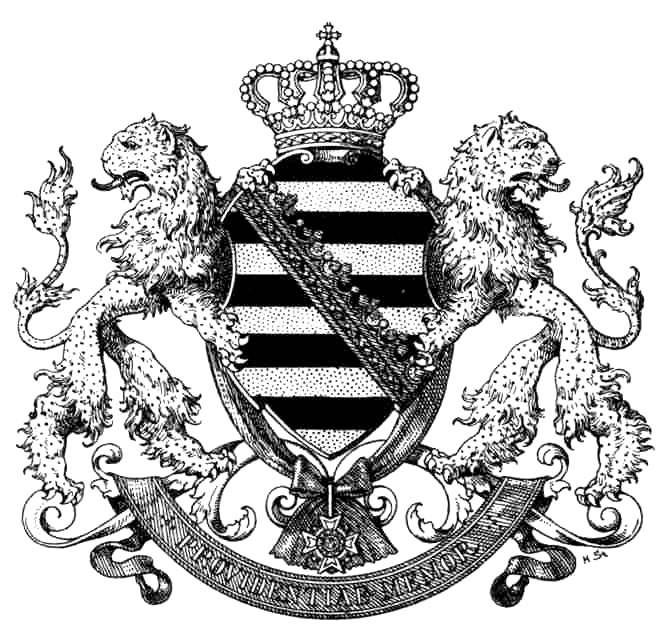
kleine wapen van het koninkrijk
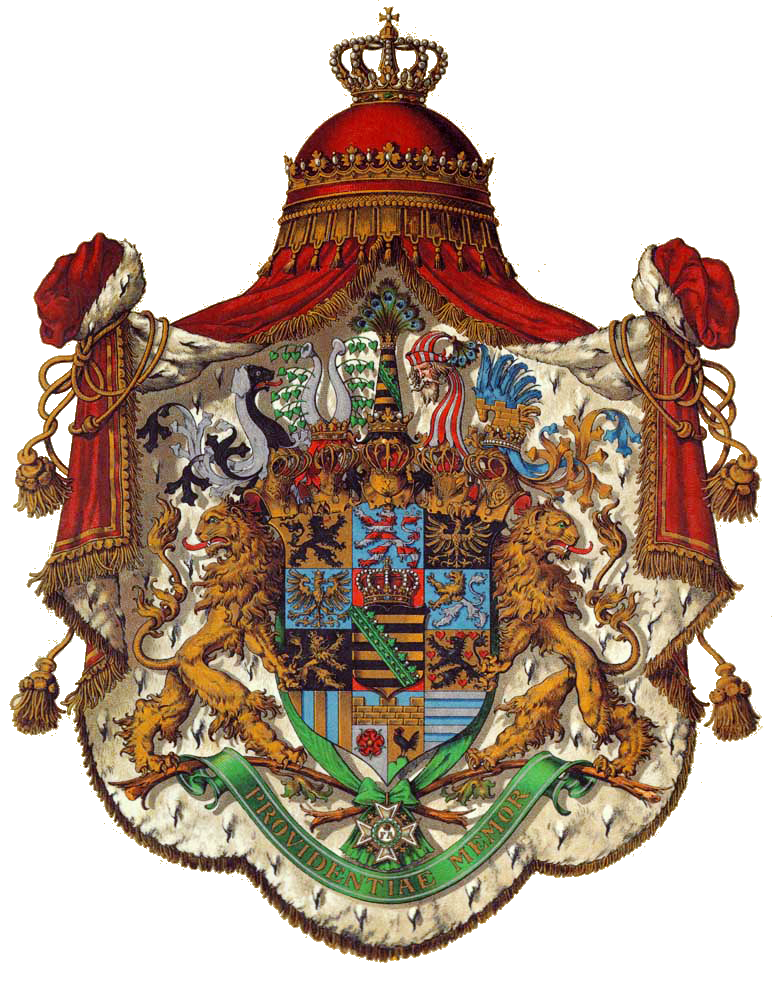
grote wapen van het koninkrijk
grote wapen van het koninkrijk (met incompleet veld)
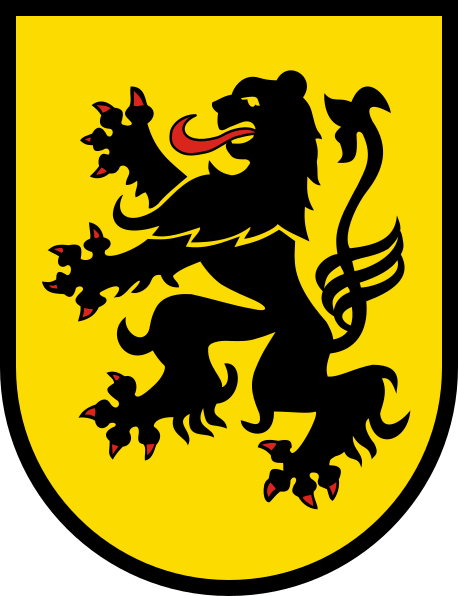
markgraafschap Meissen
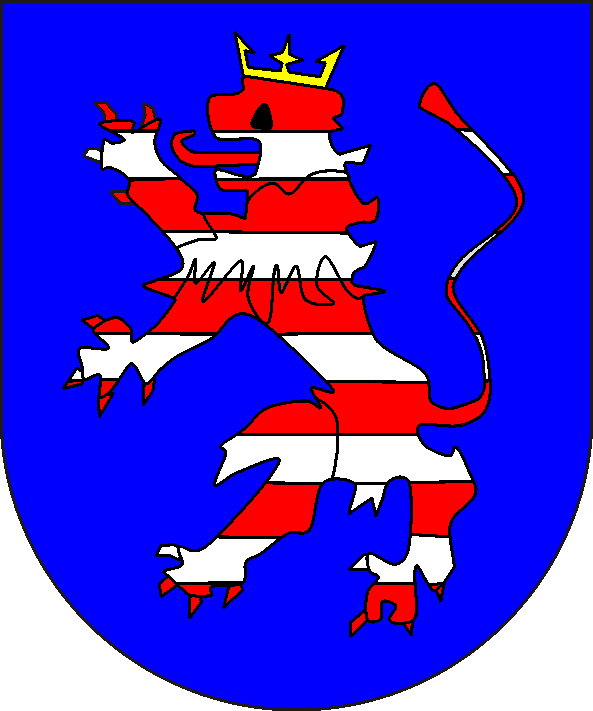
landgraafschap Thüringen
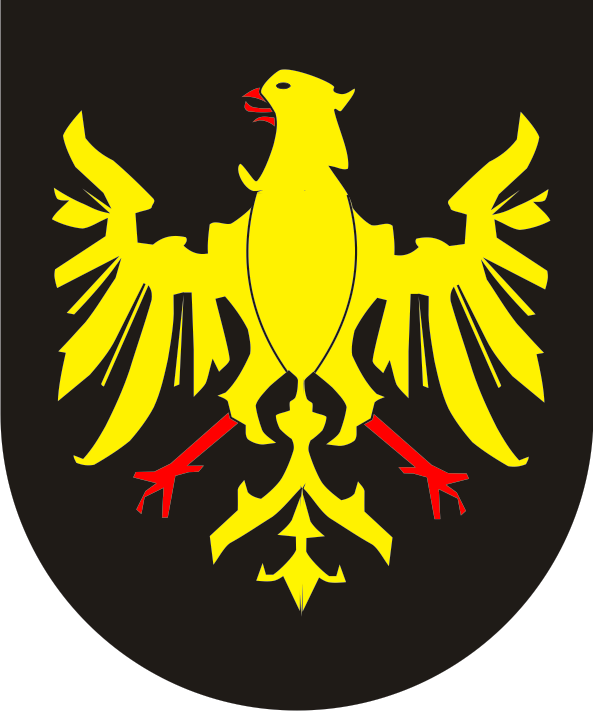
paltsgraafschap Thüringen
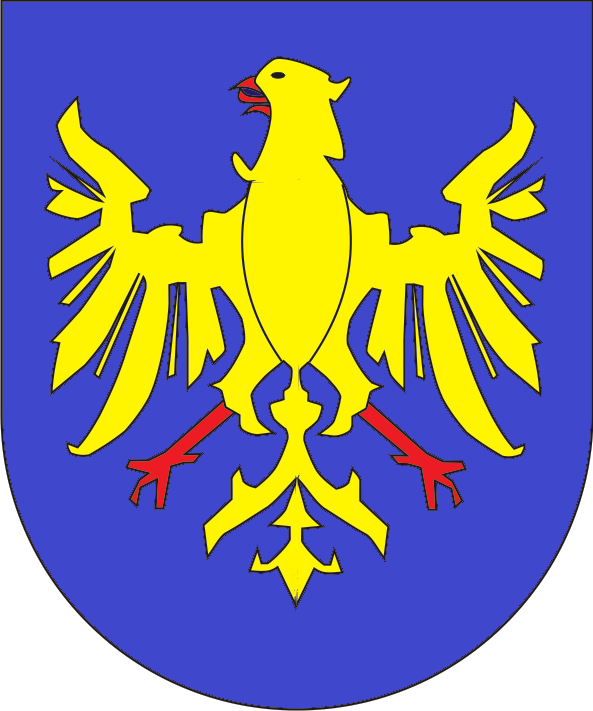
paltsgraafschap Saksen
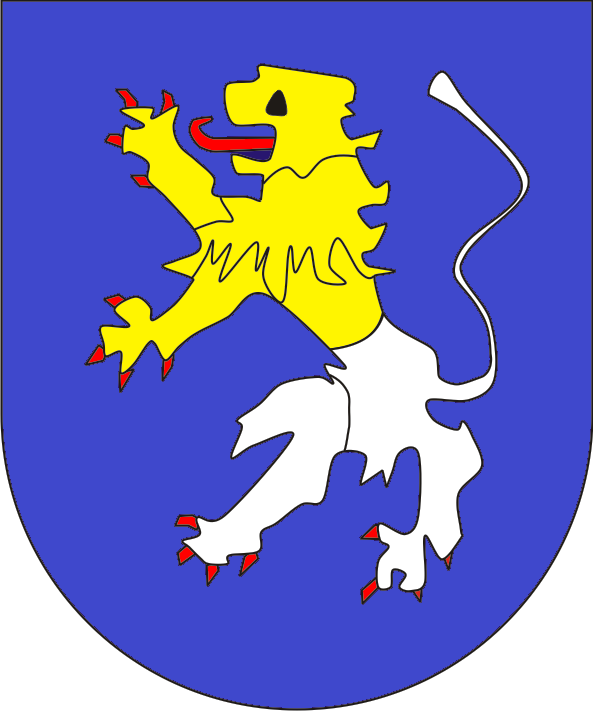
heerlijkheid Pleissen
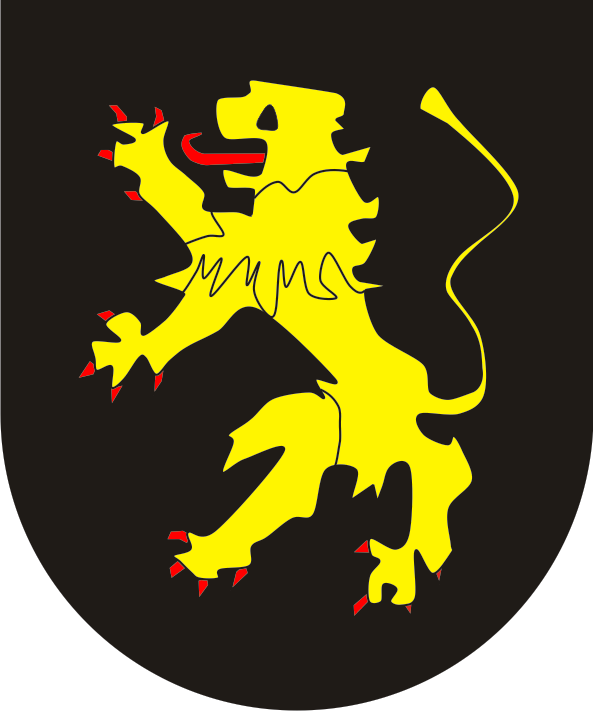
Vogtland
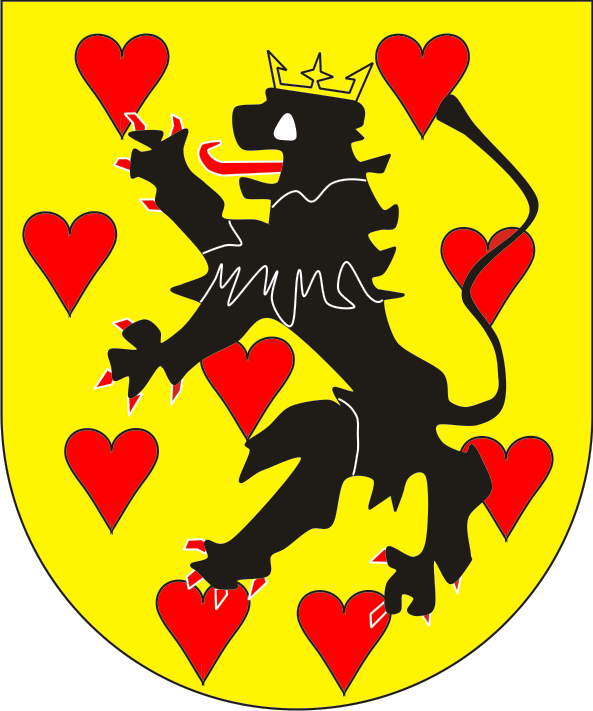
graafschap Orlamünde
markgraafschap Landsberg
markgraafschap Opper-Lausitz
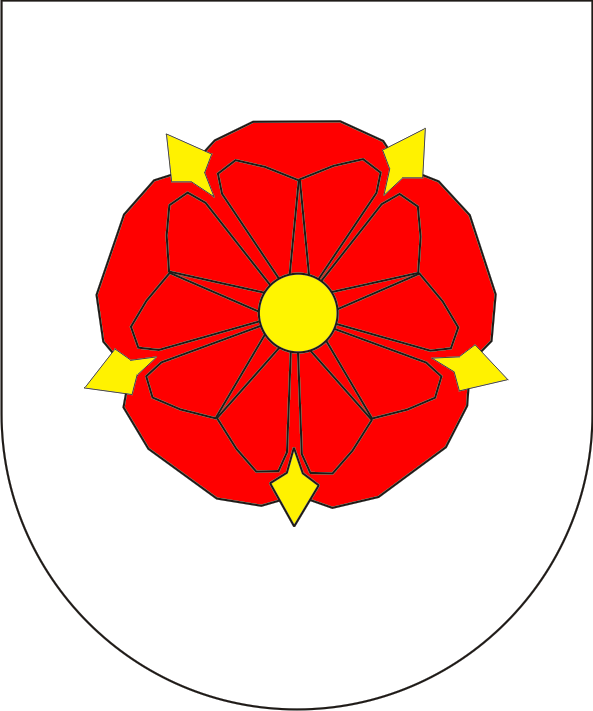
burggraafschap Altenburg
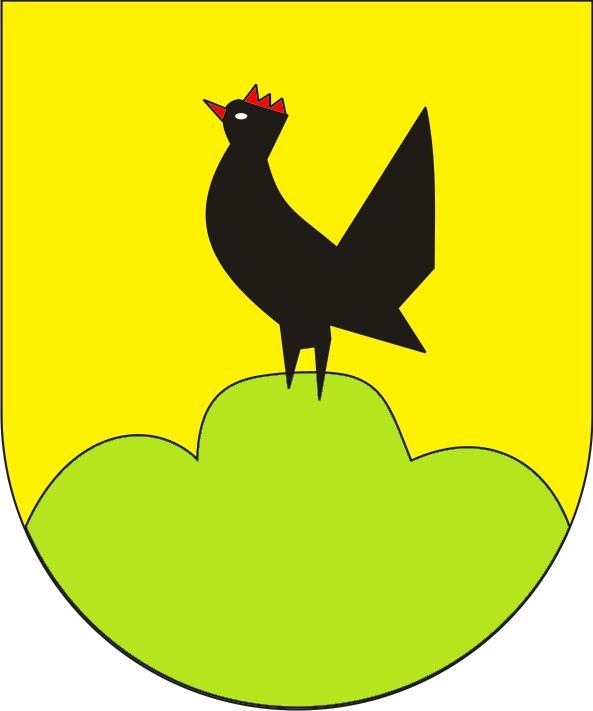
vorstelijk graafschap Henneberg
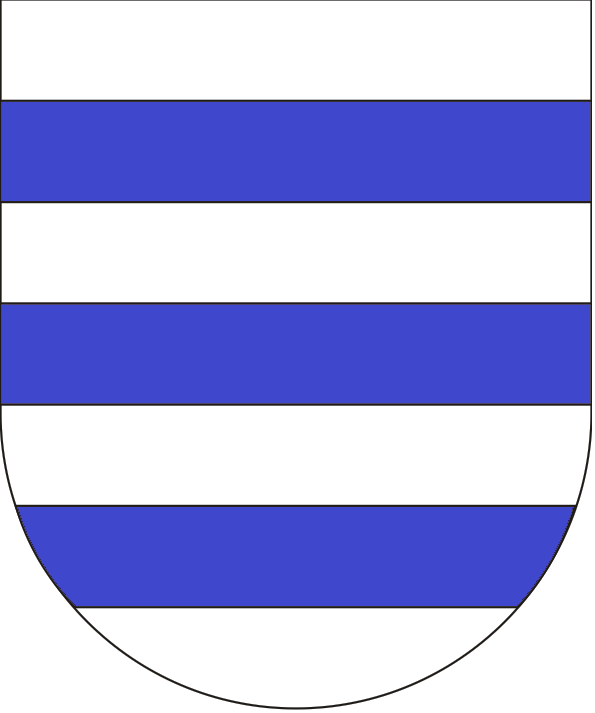
heerlijkheid Eisenberg

### Wapen van de vrijstaat Saksen
Na de revolutie van 1918 verdwenen de koninklijke wapens. Alleen het huidige wapen van Saksen bleef in gebruik.